# Kazimierz Władysław Dąbek

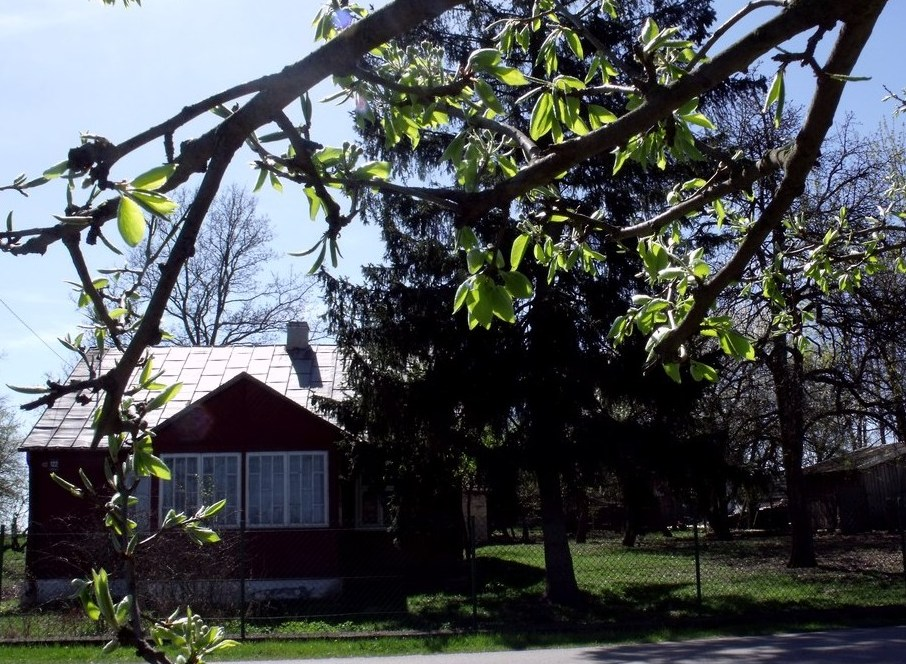
Błaziny Dolne – dom Kazimierza Władysława Dąbka „Bukowego”.

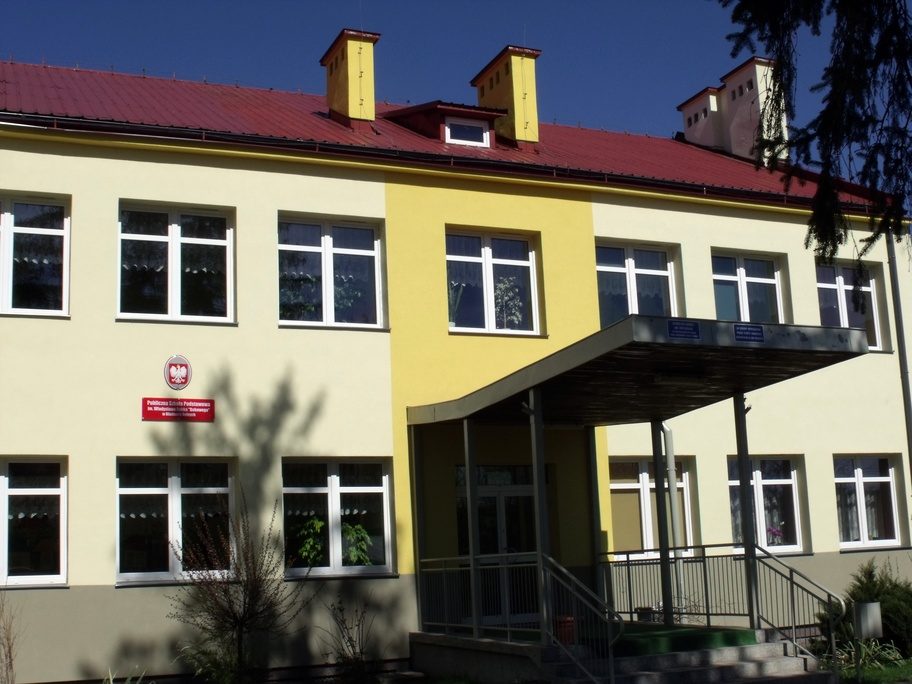
Publiczna Szkoła Podstawowa im. Władysława Dąbka „Bukowego” w Błazinach Dolnych.

Kazimierz Władysław Dąbek ps. „Bukowy” (ur. 8 stycznia 1920, zm. 1993) – partyzant zgrupowania Antoniego Hedy ps. „Szary”.
Od 15 listopada 1939 roku należał do tajnej organizacji Związku Walki Zbrojnej, a potem do Armii Krajowej. Był kolejno szeregowym, drużynowym, dowódcą plutonu. W czasie II wojny światowej brał udział w wielu bitwach stoczonych w okolicach Iłży i Starachowic. Był kronikarzem oddziału spisując wydarzenia, których był świadkiem. Angażował się w działalność konspiracyjną. Jako dowódca pododdziału został aresztowany przez gestapo i uwolniony przez zaprzyjaźnionych partyzantów.
Kazimierz Władysław Dąbek studiował historię, początkowo na Uniwersytecie Warszawskim (1938–1939) i po wojnie (1945–1947) na Uniwersytecie Łódzkim. Od 1947 roku przez 33 lata pracował jako nauczyciel historii w Liceum Ogólnokształcącym w Iłży, prowadząc jednocześnie gospodarstwo rolne w Błazinach Dolnych, koło Iłży. Publikował artykuły, monografie, wspomnienia, a nawet baśnie. Jest autorem książki zatytułowanej „Plotki okupacyjne, czyli opowiadał dzięcioł sowie”. Szczególnie interesował się powstaniem styczniowym na ziemi iłżeckiej. Był autorem artykułów do Zeszytów Naukowych. Napisał też książki: „Legenda o Iłży”, „Dlaczego brunatny niedźwiedź karpacki zasypia na zimę”.

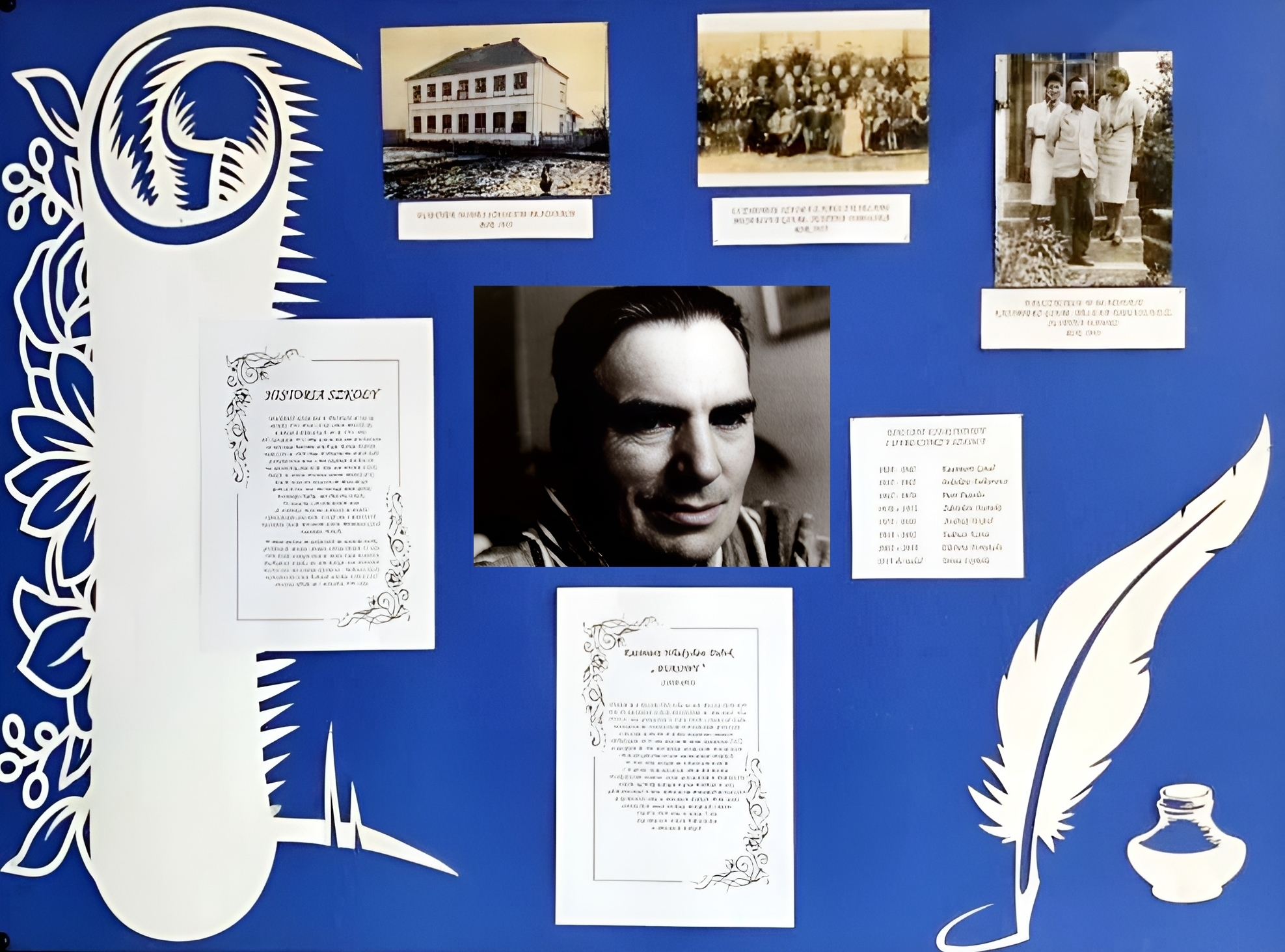
Władysław Dąbek "Bukowy", gazetka patrona szkoły w Błazinach Dolnych

Zmarł w 1993 roku, w wieku 73 lat. Jest pochowany na cmentarzu w Iłży. Jego imię nosi Publiczna Szkoła Podstawowa w Błazinach Dolnych.